# Tóth Zoltán (műkorcsolyázó)
Tóth Zoltán (Debrecen, 1979. augusztus 24. –) magyar műkorcsolyázó. 2003-ban ezüstérmet szerzett a Zágrábban zajló Golden Spin nemzetközi műkorcsolya- és jégtáncversenyen.

## Eredmények
| Nemzetközi       | Nemzetközi | Nemzetközi | Nemzetközi | Nemzetközi | Nemzetközi | Nemzetközi | Nemzetközi | Nemzetközi | Nemzetközi | Nemzetközi | Nemzetközi |
| Event            | 95–96      | 96–97      | 97–98      | 98–99      | 99–00      | 00–01      | 01–02      | 02–03      | 03–04      | 04–05      | 05–06      |
| ---------------- | ---------- | ---------- | ---------- | ---------- | ---------- | ---------- | ---------- | ---------- | ---------- | ---------- | ---------- |
| Olimpia          |            |            |            |            |            |            | 25.        |            |            |            | 24.        |
| Világbajnokság   |            |            |            |            |            | 35.        | 31.        | 27.        | 25.        | 27.        |            |
| Európa-bajnokság |            |            |            |            |            | 25.        |            | 17.        | 25.        | 30.        | 26.        |
| Nemzeti          |            |            |            |            |            |            |            |            |            |            |            |
| Magyar bajnokság | 2.         |            | 3.         | 2.         | 3.         | 1.         | 2.         | 1.         | 1.         | 1.         | 1.         |